# Michel Konieck
Pas d'image ? Cliquez ici

a Compétitions nationales et continentales officielles uniquement.

Dernière mise à jour le 3 septembre 2018.
Michel Konieck (de son vrai nom Michel Konieckiewicz), né le 14 octobre 1972 à Avignon, est un joueur de rugby à XV français, qui évoluait avec l'USA Perpignan au poste de talonneur (1,82 m pour 106 kg). Remarqué pour ces négociations musclées sur le terrain ainsi que son verbe lors des interviews, il a été plusieurs fois capitaine de l'USAP. Il est entraîneur au centre de formation depuis la fin de sa carrière notamment responsable des espoirs.

## Carrière

### En club
Formé au Rugby Club Châteaurenard 
- 1996-2007 : USA Perpignan
- plus de 100 matchs de top 16 et top 14
- 40 matchs en Heineken Cup

Le 24 mai 2003, il est titulaire avec l'USA Perpignan, associé en première ligne à Renaud Peillard et Nicolas Mas, en finale de la Coupe d'Europe au Lansdowne Road de Dublin face au Stade toulousain. Les catalans ne parviennent pas à s'imposer, s'inclinant 22 à 17 face aux toulousains qui remportent le titre de champions d'Europe.

### En équipe nationale
En novembre 2001, il connaît une sélection avec les Barbarians français contre les Fidji à Toulon. Les Baa-Baas s'inclinent 17 à 15. En mars 2007, il est de nouveau sélectionné avec les Barbarians français pour jouer un match contre l'Argentine à Biarritz. Les Baa-Baas s'inclinent 28 à 14.

## Palmarès
Avec le RC Châteaurenard
- Championnat de France groupe B :
  - Champion (1) : 1994 (ne joue pas la finale)

Avec l'USA Perpignan
- Coupe d'Europe :
  - Finaliste (1) : 2003
- Championnat de France de première division :
  - Vice-champion (2) : 1998 et 2004

En sélection
- Sélectionné en équipe de France militaire